# Shanghai Disney Resort
Shanghai Disney Resort er et resort bestående af blandt andet et Disneyland, hoteller og butikker, der ligger i Shanghai og som åbnede den 16. juni 2016. Parken ligger i bydelen Pudong i Shanghai og fylder cirka 4 km² hvilket er cirka 3 gange så stort som Disneyland i Hong Kong. Konstruktion af parken blev påbegyndt den 7.april 2011.